# 코리 세비어
코리 세비에이(Corey Sevier, 1984년 7월 3일 ~ )는 캐나다의 배우이다.

## 출연 작품
- 라스트 워리어 (2016)
- 할리 (2016)
- 더 쓰리 댓 세이브드 크리스마스 (2014)
- 더 디펜더블 (2014)
- 시더 코브 시즌1 (2013)
- 아파트 1303 3D (2012)
- 어웨이큰 (2012)
- 오사마 좀비 (2012)
- 컨덕트 언비커밍 (2011)
- 데드 드림스 (2011)
- 에이지 오브 드래곤 (2011)
- 신들의 전쟁 (2011)
- 잃어버린 세계: 로스트 퓨쳐 (2010)
- 더 재즈맨 (2009)
- 와일드 어바웃 해리 (2009)
- 하우스 오브 피어스 (2007)
- 브로큰 라이프 (2007)
- 드레스덴 파일 (2007)
- 디코이스:에일리언의유혹 (2007)
- 더 시크릿 (2007)
- 인스턴트 스타 (2004)
- 디코이스 (2004)
- 디텐션 (2003)
- 래시 (1997)
- 위험한 선택 (1996)
- 메모리 런 (1995)